# Lijst van brutoformules C20
Dit lemma is een onderdeel van de lijst van brutoformules met 20 koolstofatomen.

## C20H6
| Brutoformule                         | Naam                                       |
| ------------------------------------ | ------------------------------------------ |
| {\displaystyle {\ce {C20H6I4Na2O5}}} | Dinatriumerythrosine ~ als erythrosinezout |

## C20H8
| Brutoformule                            | Naam                                                                  |
| --------------------------------------- | --------------------------------------------------------------------- |
| {\displaystyle {\ce {C20H8Br2HgNa2O6}}} | Merbromine ~ Ook wel: merbromin, mercurochroom, natrium mercuresceine |
| {\displaystyle {\ce {C20H8Br2N2O9}}}    | Eosine B ~ als eosine                                                 |
| {\displaystyle {\ce {C20H8Br4O5}}}      | Eosine Y ~ als eosine                                                 |
| {\displaystyle {\ce {C20H8I4O5}}}       | Erythrosine ~ Ook wel: E127                                           |

## C20H10
| Brutoformule                   | Naam                                      |
| ------------------------------ | ----------------------------------------- |
| {\displaystyle {\ce {C20H10}}} | Corannuleen, (5)Circuleen ~ als Circuleen |

## C20H11
| Brutoformule                             | Naam                                                                         |
| ---------------------------------------- | ---------------------------------------------------------------------------- |
| {\displaystyle {\ce {C20H11N2Na3O10S3}}} | Amarant ~ Ook wel: Acid red 27, azorubine S, CI 16185, E123                  |
| {\displaystyle {\ce {C20H11N2Na3O10S3}}} | Ponceau 4R ~ Ook wel: CI 16255, cochenille-rood A, Food Red 7, nieuw coccine |

## C20H12
| Brutoformule                            | Naam                                |
| --------------------------------------- | ----------------------------------- |
| {\displaystyle {\ce {C20H12}}}          | Benzo[b]fluorantheen                |
| {\displaystyle {\ce {C20H12}}}          | Benzo[e]fluorantheen                |
| {\displaystyle {\ce {C20H12}}}          | Benzo[j]fluorantheen                |
| {\displaystyle {\ce {C20H12}}}          | Benzo[k]fluorantheen                |
| {\displaystyle {\ce {C20H12}}}          | Benzo[a]pyreen                      |
| {\displaystyle {\ce {C20H12}}}          | Benzo[e]pyreen                      |
| {\displaystyle {\ce {C20H12}}}          | Peryleen                            |
| {\displaystyle {\ce {C20H12N2Na2O7S2}}} | Azorubine ~ Ook wel: CI 14720, E122 |
| {\displaystyle {\ce {C20H12N2O2}}}      | Chinacridon                         |
| {\displaystyle {\ce {C20H12O5}}}        | Fluoresceïne                        |

## C20H14
| Brutoformule                     | Naam                       |
| -------------------------------- | -------------------------- |
| {\displaystyle {\ce {C20H14}}}   | Triptyceen                 |
| {\displaystyle {\ce {C20H14N4}}} | Porfyrine                  |
| {\displaystyle {\ce {C20H14O2}}} | 1,1'-bi-2-naftol           |
| {\displaystyle {\ce {C20H14O4}}} | Fenolftaleïne              |
| {\displaystyle {\ce {C20H14O5}}} | Plicadine ~ als coumestaan |

## C20H15
| Brutoformule                       | Naam                                                   |
| ---------------------------------- | ------------------------------------------------------ |
| {\displaystyle {\ce {C20H15N3}}}   | 1,3,4-trifenyltriazool-5-ylideen ~ als Stabiel carbeen |
| {\displaystyle {\ce {C20H15N3O6}}} | Rubitecan                                              |

## C20H16
| Brutoformule                       | Naam                                 |
| ---------------------------------- | ------------------------------------ |
| {\displaystyle {\ce {C20H16N4}}}   | Chlorine ~ Ook wel: dihydroporfyrine |
| {\displaystyle {\ce {C20H16N2O4}}} | Camptothecine                        |

## C20H17
| Brutoformule                            | Naam                         |
| --------------------------------------- | ---------------------------- |
| {\displaystyle {\ce {C20H17F5N2O2}}}    | Cyflufenamide                |
| {\displaystyle {\ce {C20H17N3Na2O9S3}}} | Fuchsinezuur (dinatriumzout) |

## C20H18
| Brutoformule                        | Naam |
| ----------------------------------- | --- |
| {\displaystyle {\ce {C20H18ClNO6}}} | Ochratoxine A ~ als Ochratoxine                                                                                                 |
| {\displaystyle {\ce {C20H18ClNO7}}} | Ochratoxine TA ~ als Ochratoxine                                                                                                |
| {\displaystyle {\ce {C20H18N4}}}    | Bacteriochlorine ~ Ook wel: isobacteriochlorine, tetrahydroporfyrine, porfyrinogeen, hexahydroporfyrine ~ als porfyrinederivaat |
| {\displaystyle {\ce {C20H18O}}}     | 2,6-dibenzylfenol |
| {\displaystyle {\ce {C20H18O2}}}    | Bisfenol AP 1,1-Bis(4-hydroxyfenyl)-1-fenylethaan                                                                               |
| {\displaystyle {\ce {C20H18O2Sn}}}  | Trifenyltinacetaat ~ als organotinverbinding                                                                                    |
| {\displaystyle {\ce {C20H18O3}}}    | 1,1,1-tris(4-hydroxyfenyl)ethaan                                                                                                |

## C20H19
| Brutoformule                         | Naam                            |
| ------------------------------------ | ------------------------------- |
| {\displaystyle {\ce {C20H19ClN4}}}   | Safranine                       |
| {\displaystyle {\ce {C20H19F3N2O4}}} | Trifloxystrobine                |
| {\displaystyle {\ce {C20H19NO3}}}    | Pyriproxyfen                    |
| {\displaystyle {\ce {C20H19NO6}}}    | Ochratoxine B ~ als Ochratoxine |

## C20H20
| Brutoformule                     | Naam                            |
| -------------------------------- | ------------------------------- |
| {\displaystyle {\ce {C20H20N4}}} | Corfine ~ als porfyrinederivaat |

## C20H21
| Brutoformule                        | Naam         |
| ----------------------------------- | ------------ |
| {\displaystyle {\ce {C20H21ClO4}}}  | Fenofibraat  |
| {\displaystyle {\ce {C20H21FN2O}}}  | Citalopram   |
| {\displaystyle {\ce {C20H21FN2O}}}  | Escitalopram |
| {\displaystyle {\ce {C20H21FN6O5}}} | Raltegravir  |
| {\displaystyle {\ce {C20H21NO4}}}   | Papaverine   |
| {\displaystyle {\ce {C20H21N5O6}}}  | Pemetrexed   |

## C20H22
| Brutoformule                       | Naam                  |
| ---------------------------------- | --------------------- |
| {\displaystyle {\ce {C20H22O3}}}   | Avobenzon             |
| {\displaystyle {\ce {C20H22O6}}}   | Dibenzylideensorbitol |
| {\displaystyle {\ce {C20H22N8O5}}} | Methothrexaat         |

## C20H23
| Brutoformule                        | Naam                                                                                          |
| ----------------------------------- | --------------------------------------------------------------------------------------------- |
| {\displaystyle {\ce {C20H23F2N3O}}} | Isopyrazam                                                                                    |
| {\displaystyle {\ce {C20H23N}}}     | Amitriptyline                                                                                 |
| {\displaystyle {\ce {C20H23NO3}}}   | Benalaxyl                                                                                     |
| {\displaystyle {\ce {C20H23NO4}}}   | Naltrexon                                                                                     |
| {\displaystyle {\ce {C20H23NO4}}}   | Thebacon                                                                                      |
| {\displaystyle {\ce {C20H23NO7}}}   | Noscapine                                                                                     |
| {\displaystyle {\ce {C20H23N3O2}}}  | Bitertanol                                                                                    |
| {\displaystyle {\ce {C20H23N3O2}}}  | 1-Fenyl-4-(2-fenyl-4,4-dimethyl-3,5-dioxacyclohexyl)-triazool-5-ylideen ~ als Stabiel carbeen |
| {\displaystyle {\ce {C20H23N7O7}}}  | Folinezuur                                                                                    |

## C20H24
| Brutoformule                           | Naam                                                               |
| -------------------------------------- | ------------------------------------------------------------------ |
| {\displaystyle {\ce {C20H24ClNO}}}     | Cloperastine                                                       |
| {\displaystyle {\ce {C20H24N2}}}       | Dimetindeen                                                        |
| {\displaystyle {\ce {C20H24N2O2}}}     | Kinidine                                                           |
| {\displaystyle {\ce {C20H24N2O2}}}     | Kinine ~ Ook wel: chonine                                          |
| {\displaystyle {\ce {C20H24N10O14P2}}} | Cyclisch diguanylaat                                               |
| {\displaystyle {\ce {C20H24O2}}}       | Ethinylestradiol ~ Ook wel: Ethynylestradiol ~ in anticonceptiepil |

## C20H25
| Brutoformule                         | Naam                                                                    |
| ------------------------------------ | ----------------------------------------------------------------------- |
| {\displaystyle {\ce {C20H25ClN2O5}}} | Amlodipine                                                              |
| {\displaystyle {\ce {C20H25FN2O3}}}  | Florbetapir (18F)                                                       |
| {\displaystyle {\ce {C20H25N3O}}}    | LSD ~ Ook wel: lyserginezuurdiamide ~ als voorbeeld van ergot alkaloïde |

## C20H26
| Brutoformule                      | Naam                |
| --------------------------------- | ------------------- |
| {\displaystyle {\ce {C20H26N2O}}} | Ibogaïne            |
| {\displaystyle {\ce {C20H26O2}}}  | Norethisteron       |
| {\displaystyle {\ce {C20H26O4}}}  | Dicyclohexylftalaat |

## C20H27
| Brutoformule                       | Naam       |
| ---------------------------------- | ---------- |
| {\displaystyle {\ce {C20H27NO11}}} | Amygdaline |

## C20H28
| Brutoformule                        | Naam                             |
| ----------------------------------- | -------------------------------- |
| {\displaystyle {\ce {C20H28N2O5}}}  | Remifentanil                     |
| {\displaystyle {\ce {C20H28N2O5S}}} | Tamsulosine                      |
| {\displaystyle {\ce {C20H28O}}}     | Retinal                          |
| {\displaystyle {\ce {C20H28O2}}}    | Isotretinoïne                    |
| {\displaystyle {\ce {C20H28O2}}}    | Tretinoïne                       |
| {\displaystyle {\ce {C20H28O3}}}    | Pyrethrine ~ Ook wel: cinevine I |
| {\displaystyle {\ce {C20H28O4}}}    | Carnosinezuur                    |
| {\displaystyle {\ce {C20H28O6}}}    | Forbol                           |

## C20H30
| Brutoformule                        | Naam |
| ----------------------------------- | --- |
| {\displaystyle {\ce {C20H30Co}}}    | Decamethylkobaltoceen |
| {\displaystyle {\ce {C20H30N2O2}}}  | Furazabol |
| {\displaystyle {\ce {C20H30N2O5}}}  | Neotaam |
| {\displaystyle {\ce {C20H30N2O8S}}} | Kinidinesulfaatdihydraat {\displaystyle {\ce {(C20H24N2O2)2.H2SO4.2H2O}}}: ~ als kinidinederivaat                                                                       |
| {\displaystyle {\ce {C20H30O}}}     | Retinol ~ Ook wel: vitamine A |
| {\displaystyle {\ce {C20H30O2}}}    | Abietinezuur |
| {\displaystyle {\ce {C20H30O2}}}    | Eicosapentaeenzuur ~ IUPAC: Z,Z,Z,Z,Z-eicosa-5,8,11,14,17-pentaeenzuur ~ Ook wel: EPA (Engels: EicosaPentaenic Acid) ~ als omega 3-vetzuur ~ in biosynthese eicosanoïde |
| {\displaystyle {\ce {C20H30O2}}}    | pentacycloanammoxzuur ~ als Ladderaan |
| {\displaystyle {\ce {C20H30O2}}}    | Peretinoïne ~ IUPAC: (2E,4E,6E,10E)-3,7,11,15-tetramethylhexadeca-2,4,6,10,14-pentaeenzuur                                                                              |
| {\displaystyle {\ce {C20H30O3}}}    | LTA4 ~ Ook wel: leukotrieen A4 ~ Als leukotrieen |
| {\displaystyle {\ce {C20H30N2O2}}}  | Furazabol |

## C20H32
| Brutoformule                     | Naam                                             |
| -------------------------------- | ------------------------------------------------ |
| {\displaystyle {\ce {C20H32}}}   | Laureneen                                        |
| {\displaystyle {\ce {C20H32O2}}} | Arachidonzuur                                    |
| {\displaystyle {\ce {C20H32O4}}} | LTB4 ~ Ook wel: leukotrieen B4 ~ Als leukotrieen |

## C20H33
| Brutoformule                        | Naam                       |
| ----------------------------------- | -------------------------- |
| {\displaystyle {\ce {C20H33NO}}}    | Fenpropimorf               |
| {\displaystyle {\ce {C20H33N3O3S}}} | Quinagolide ~ in Norprolac |

## C20H34
| Brutoformule                     | Naam                                   |
| -------------------------------- | -------------------------------------- |
| {\displaystyle {\ce {C20H34O2}}} | Dihomogammalinoleenzuur                |
| {\displaystyle {\ce {C20H34O5}}} | Prostaglandine E1 ~ als Prostaglandine |

## C20H35
| Brutoformule                         | Naam        |
| ------------------------------------ | ----------- |
| {\displaystyle {\ce {C20H35AuO9PS}}} | Auranofine  |
| {\displaystyle {\ce {C20H35N3Sn}}}   | Azocyclotin |

## C20H36
| Brutoformule                     | Naam                                                       |
| -------------------------------- | ---------------------------------------------------------- |
| {\displaystyle {\ce {C20H36}}}   | Tetra(t-butyl)tetrahedraan ~ als derivaat van tetrahedraan |
| {\displaystyle {\ce {C20H36O2}}} | Sclareol                                                   |

## C20H38
| Brutoformule                     | Naam                                                                                       |
| -------------------------------- | ------------------------------------------------------------------------------------------ |
| {\displaystyle {\ce {C20H38O2}}} | eicoseenzuur ~ IUPAC: cis-11-eicoseenzuur ~ Ook wel: gondoïnezuur, C20:1 ~ in lijnzaadolie |

## C20H40
| Brutoformule                     | Naam                                                         |
| -------------------------------- | ------------------------------------------------------------ |
| {\displaystyle {\ce {C20H40}}}   | 1-Eicoseen en andere isomeren van eicoseen                   |
| {\displaystyle {\ce {C20H40O}}}  | Fytol                                                        |
| {\displaystyle {\ce {C20H40O2}}} | Arachidinezuur ~ IUPAC: eicosaanzuur ~ ook wel: arachinezuur |
| {\displaystyle {\ce {C20H40O2}}} | Fytaanzuur ~ IUPAC: 3,7,11,15-tetramethylhexadecaanzuur      |

## C20H42
| Brutoformule                    | Naam      |
| ------------------------------- | --------- |
| {\displaystyle {\ce {C20H42}}}  | Fytaan    |
| {\displaystyle {\ce {C20H42O}}} | Eicosanol |